# Ambasciatore d'Italia negli Emirati Arabi Uniti
L'ambasciatore d'Italia negli Emirati Arabi Uniti (in arabo: سفير الأيطاليا في الإمارات العربية المتحدة) è il capo della missione diplomatica della Repubblica Italiana nel Stato degli Emirati Arabi Uniti.
Dal 1º ottobre 2020 l'ambasciatore d'Italia negli Emirati Arabi Uniti è Nicola Lener.

## Lista
| Ambasciatore       | Dal               | Al                |
| ------------------ | ----------------- | ----------------- |
| Antonio Napolitano | 10 giugno 1979    | 2 dicembre 1982   |
| Luca Biolato       | 16 gennaio 1983   | 6 luglio 1987     |
| Enrico De Maio     | 23 luglio 1987    | 25 marzo 1990     |
| Giovanni Ferrero   | 7 maggio 1990     | 9 febbraio 1994   |
| Pietro Cordone     | 9 marzo 1995      | 31 gennaio 1998   |
| Ranieri Fornari    | 1 febbraio 1998   | 31 gennaio 2002   |
| Domenico Pedata    | 23 febbraio 2002  | 29 giugno 2006    |
| Paolo Dionisi      | 4 luglio 2006     | 29 settembre 2010 |
| Giorgio Starace    | 30 settembre 2010 | 4 giugno 2015     |
| Liborio Stellino   | 29 giugno 2015    | 30 settembre 2019 |
| Nicola Lener       | 1 ottobre 2019    | 14 Settembre 2022 |
| Lorenzo Fanara     | 1 Ottobre 2022    | In carica         |